# Marie Wall
Marie Wall (født 3. april 1992 i Göteborg) er en svensk håndboldspiller som spiller for København Håndbold og Sveriges kvindehåndboldlandshold. Hun deltog under VM i håndbold 2015 i Danmark og EM i håndbold 2016 i Sverige, pga. Olivia Mellegård der fik en skade under EM, Wall kom ind som afstatning d. 13. december.